# 彼得·拉西

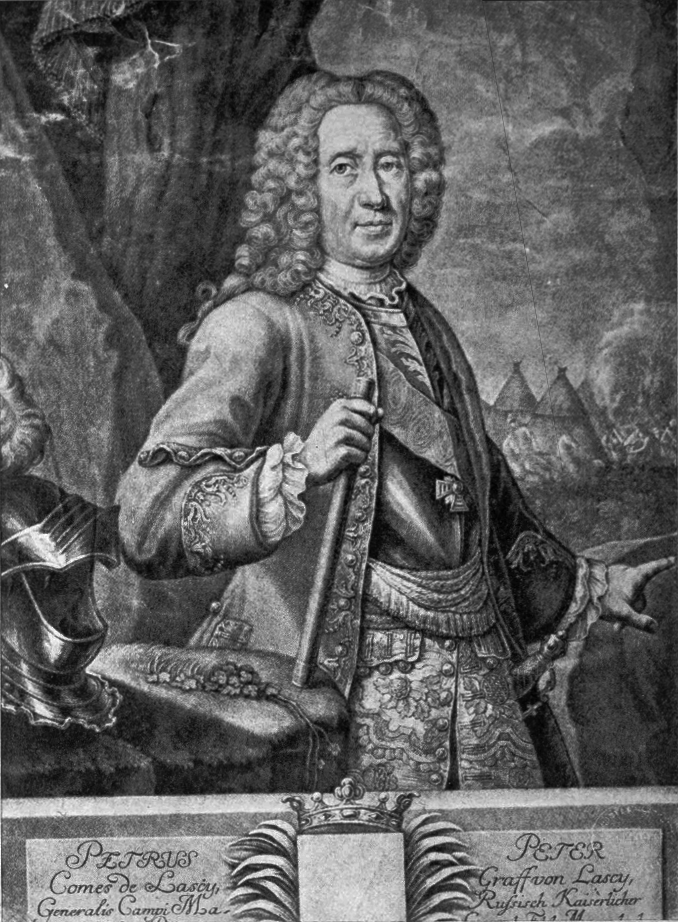
拉西

彼得·馮·拉西，在俄國被稱為彼得·彼得羅維奇·拉西（俄语：Пётр Петрович Ласси；1678年—1751年）是俄羅斯帝國皇家陸軍在魯緬采夫和蘇沃洛夫之前最傑出的指揮官。在他半個世紀的軍事生涯中，參與了總計31場戰役，18次會戰以及18次攻城戰。

## 生平

### 在西歐的早年生涯
彼得·拉西于1678年9月26日出生於利默裡克附近，他的家庭是一個出身於諾曼人、名為德·拉西的愛爾蘭貴族家庭，起源於法國的拉西，卡爾瓦多斯。拉西13歲時正逢大同盟戰爭于愛爾蘭戰區激戰，他以陸軍中尉的身份加入詹姆斯黨人的軍隊防守利默裡克。之後，拉西和他的兄弟及父親在法國加入了愛爾蘭外籍兵團中，著名部隊飛翔的野鵝（The Flight of the Wild Geese）。在拉西的親戚們一個個爲了法王路易十四戰死在意大利后，拉西決定去其他地方碰碰運氣。在奧地利軍隊中服役兩年后，拉西跟隨他的指揮官查理斯·尤金·德·克洛伊加入俄羅斯帝國皇家陸軍。

### 彼得大帝時期
拉西在俄軍中的第一次參戰以在納爾瓦災難性的失敗告終，在此戰中他以轉入俄軍后的軍銜poruchik（相當於中尉）率領了一部份火槍兵。在大北方戰爭期間，拉西曾在兩次行動中受過重傷，1706年拉西晋升為上校。次年他在波爾塔瓦會戰中率領一個旅，此役中拉西表現傑出，從此聲名鵲起，開始受到彼得大帝的注意。拉西參與的下一個軍事行動，是在列普寧親王麾下進攻裡加。拉西據稱是第一個進入立窩尼亞的俄軍軍官，之後，拉西受任為裡加城堡的城主。
1719年，俄國海軍上將阿普拉克辛的艦隊搭載著拉西的5000名步兵和370名騎兵在瑞典的于默奧附近登陸，拉西率軍毀滅了一些鑄鐵廠及其他一些工廠、磨坊等。不久后拉西晋升陸軍上將，并于1723年進入陸軍院成為俄國防務大臣。三年後，拉西繼承列普寧親王接管了駐紮在立窩尼亞的俄軍，1729年接旨受任為裡加總督。在此職位和轄地內，拉西有機會接觸庫爾蘭公爵夫人，而這位夫人，正是不久后成為俄羅斯帝國皇帝的伊凡五世之女安娜女皇。在安娜女皇統治時期，拉西儘管是作為一名外籍軍官，但他強悍無比的戰力使得他不再受到俄國朝野的懷疑。

### 安娜女皇時期
波蘭王位繼承戰爭的爆發使拉西重返戰場。1733年，拉西和博克哈德·克里斯托弗·馮·慕尼黑元帥率軍驅逐波蘭國王斯坦尼斯瓦夫一世，從華沙到格但斯克，均被兩人率軍圍攻。拉西爲了繼續率軍與他的13500名精兵會合，并與奧地利大元帥歐根親王一起向萊茵河進發，為此拉西和他的軍團進入德國，于8月16日和奧軍會師。當年年底，拉西率軍以典範的紀律進入摩拉維亞冬營。
拉西在第四次俄土戰爭爆發后晋升為陸軍元帥，此戰中拉西的卓著戰功甚至超過了最不合理的期望。1736年拉西率領頓河軍團攻佔亞速，次年他率軍穿越錫瓦什湖進入克裡米亞，於此拉西包圍了克裡米亞軍隊15000人的主力並在6月12日和6月14日的兩次戰鬥中將其殲滅。1738您拉西的軍團再一次登陸克里米亞并奪取了汗國首都巴赫奇薩賴附近的Cufut要塞。
不久后和平到來，拉西被任命為立窩尼亞總督，到任后，神聖羅馬帝國皇帝查理六世授予他帝國伯爵的頭銜。拉西對於此時風雲變幻的俄國宮廷政局的漠不關心，使得他在安娜女皇駕崩后并為失勢，而其他的一些在俄軍中的外籍軍官則被免官削爵乃至驅逐出俄國。

### 伊莉莎白女皇時期
當俄國與瑞典的戰爭在1741年爆發后，皇帝伊凡六世的母親攝政者安娜·利奧波多芙娜任命拉西為俄軍總司令，此時的拉西是俄軍將領中最富于戰鬥經驗的。拉西率軍迅速襲擊芬蘭并在拉彭兰塔贏得了他軍事生涯中最後一次輝煌勝利（1741年8月）。次年拉西集結大軍攻佔哈米納、波爾沃和海門林納。拉西在赫爾辛基附近包圍瑞典軍隊17000人的主力并迫其投降，有效而迅速的結束了戰爭。
戰後，拉西回到裡加擔任駐紮在立窩尼亞的俄軍司令。他管理著現今的北部拉脫維亞和愛沙尼亞南部，直到他于1751年4月19日逝世于裡加。
他的兒子弗蘭茨·莫裡茨·馮·拉西在1743年加入奧地利陸軍服役，并成為18世紀神聖羅馬帝國最傑出的指揮官。